# Флорио, Пётр Филиппович
Флорио Петр Филиппович
(барон, 1786—11 (23) апреля 1847 год) — медик, доктор медицины и хирургии, главный доктор Санкт-Петербургского первого военно-сухопутного госпиталя, действительный статский советник.

## Биография
Родился в 1786 г. в Сардинском королевстве, в окрестностях города Риоглио, неподалеку от Турина. Его настоящее имя — Пьетро Флорио. Его отец, Филипп (Филипе) Флорио, живший в Турине в середине XVIII столетия, являлся знатным аристократом.
Высшее образование Флорио получил в Туринском университете, где сперва был на богословском отделении, а потом, увлекшись медициной, перешел в отделение медицинских наук. В двадцатилетнем возрасте, сразу по окончании университетского курса, Флорио получил степень доктора хирургии и поступил на службу во французский военный госпиталь в Пьемонтской крепости Александрии. Вскоре однако он оставил эту службу, не поладив со своими сослуживцами, и уехал в Париж, где получил приглашение от русского посольства поступить на русскую службу, где его и стали звать на русский манер — Петром Филипповичем.
В 1810 г. Флорио был назначен в 20-й егерский полк младшим лекарем, а в 1812 г. уже был штаб-лекарем. Во время Отечественной войны Флорио принимал деятельное участие в оказании медицинской помощи раненым во многих сражениях: под Витебском, Смоленском, Бородино, Тарутиным, Малоярславцем и др.
Его ревностная медицинская помощь больным и раненым в 1813 и 1814 гг., особенно в сражениях при Бар-сюр-Об, Арси-сюр-Об, при Фер-Шампенуазе и под Парижем удостоилась Всемилостивейшего внимания императора Александра I, и Флорио был награждён бриллиантовым перстнем. По возвращении в Россию Флорио получил назначение старшим лекарем в Варшавский гвардейский госпиталь, в котором и прослужил до 1831 г. В 1830 г., во время возникшего в Варшаве мятежа, Флорио помогал русским, находившимся в плену у поляков, в следующем же году, по взятии русскими Варшавы, был переведен старшим доктором в Уяздовский военный госпиталь.
Известный уже своей обширной практической опытностью и теоретическими познаниями, Флорио в 1832 г. был избран старшим доктором Петербургского первого военно-сухопутного госпиталя, устроенного на 2500 больных. При устройстве нового каменного здания для этого госпиталя, по совету Флорио были применены многие важные усовершенствования, сообразно с требованиями медицинской науки того времени. За «отлично усердную и ревностную службу» в этой должности Флорио был награждён чином действительного статского советника.
С 1835 г. Первый военно-сухопутный госпиталь стал главным центром, куда стекались воинские чины, заболевавшие гноеточивым воспалением глаз, эпидемически свирепствовавшим тогда в Гвардейском корпусе и других войсках, расположенных в Петербурге и его окрестностях. Эпидемия была так сильна, что потребовалось открыть особое отделение госпиталя для нижних чинов, заболевавших этой болезнью в войсках, расположенных за городом. Такое отделение госпиталя и было сооружено под непосредственным надзором Флорио.
Эпидемия продолжалась до 1839 г. Плодом шестилетних наблюдений и изысканий, произведенных Флорио над многими тысячами больных глазными болезнями во время эпидемии, явилась его ученая работа под заглавием: «Монография глазной болезни, господствовавшей в 1835—1838 гг. в гвардейском корпусе и других командах, в С.-Петербурге расположенных, содержащая историческое и практическое о ней изложение». В награду за этот труд Флорио получил 2500 десятин земли в вечное и потомственное владение, а его сочинение было напечатано за счет Военного министерства. Конференция Петербургской медико-хирургической академии, рассмотрев работу Флорио, признала её «по основательности своей лучшим оригинальным сочинением по этой части».
Монография Флорио была переведена на французский язык и принесла автору широкую известность в Западной Европе. Флорио был членом многих иностранных и русских академий и ученых обществ, между прочим Императорских медико-хирургических академий в Санкт-Петербурге и Вильне, Палермской и Неаполитанской хирургических академий, Общества русских врачей, Парижского медицинского общества соревнователей и др. Король Прусский за монографию, поднесенную ему во французском переводе, наградил Флорио орденом Красного Орла 2 степени.

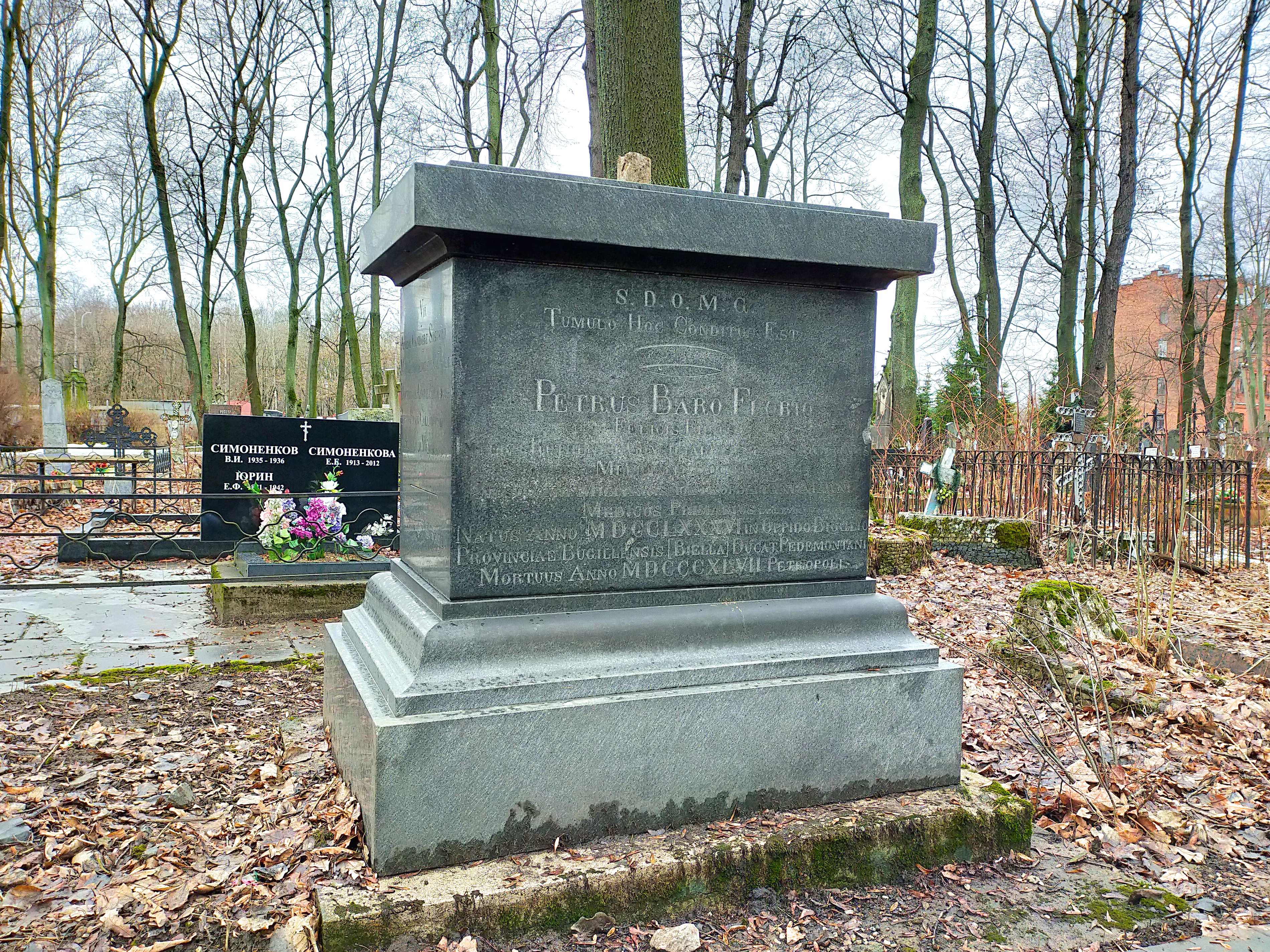
Памятник на могиле П. Ф. Флорио (1786—1847), Волковское лютеранское кладбище

Прослужив до 1841 г. в образцово устроенном госпитале, Флорио после тяжелой болезни был уволен в отпуск за границу, где он имел случай, как подданный, представиться Сардинскому королю Карлу-Альберту, который пожаловал его специальной грамотой титулом барона королевства Сардинского. На принятие баронского достоинства и пользование им в России 25 июня 1842 года Флорио получил Высочайшее соизволение. 
Флорио отличался оригинальностью своих суждений, силою ума, обширностью и многосторонностью своих познаний и был известен как превосходный диагност. Умер 11 апреля 1847 г. в Петербурге. Похоронен на Волковском лютеранском кладбище. Могила П. Ф. Флорио включена в Перечень объектов исторического и культурного наследия федерального (общероссийского) значения, находящихся в г. Санкт-Петербурге
(утверждён постановлением Правительства РФ от 10 июля 2001 года N 527).

## Творчество
Кроме упомянутой монографии перу Флорио принадлежат многие статьи, напечатанные в разных повременных медицинских изданиях того времени, по преимуществу в «Военно-медицинском журнале» и «Записках по части врачебных наук», так, например, «О пользовании венерических больных», «Описание тифа», «Краткое описание тифозной горячки» и др.